# Thomas Willi
Thomas Willi (* 27. Juli 1942 in St. Gallen) ist ein Schweizer evangelischer Theologe.

## Leben
Willi studierte Evangelische Theologie und altorientalische Sprachen in Basel, Paris und Göttingen. Nach der Promotion am 13. Februar 1970 zum Dr. theol. an der Universität Tübingen war er Pfarrer in der Gemeinde Eichberg SG und Leiter der Stiftung für Kirche und Judentum in Basel. Nach der Habilitation 1991 in Bern lehrte er von 1994 bis zu seiner Emeritierung 2007 als Professor für Altes Testament an der Ernst-Moritz-Arndt-Universität Greifswald.

## Werke (Auswahl)
- Herders Beitrag zum Verstehen des Alten Testaments (= Beiträge zur Geschichte der biblischen Hermeneutik. Band 8). Mohr Siebeck, Tübingen 1971, ISBN 3-16-131871-4.
- Die Chronik als Auslegung. Untersuchungen zur literarischen Gestaltung der historischen Überlieferung Israels (= Forschungen zur Religion und Literatur des Alten und Neuen Testaments. Band 106). Vandenhoeck & Ruprecht, Göttingen 1972, ISBN 3-525-53251-2 (zugleich Dissertation, Tübingen 1970).
- mit Ina Willi-Plein: Glaubensdolch und Messiasbeweis. Die Begegnung von Judentum, Christentum und Islam im 13. Jahrhundert in Spanien (= Forschungen zum jüdisch-christlichen Dialog. Band 2). Neukirchener Verlag, Neukirchen-Vluyn 1980, ISBN 3-7887-0561-2.
- Juda – Jehud – Israel. Studien zum Selbstverständnis des Judentums in persischer Zeit (= Forschungen zum Alten Testament. Band 12). Mohr, Tübingen 1995, ISBN 3-16-146478-8 (zugleich Habilitationsschrift, Bern 1991).
- Esra. Der Lehrer Israels  (= Biblische Gestalten. Band 26). Evangelische Verlagsanstalt, Leipzig 2012, ISBN 978-3-374-03049-1.
- Michael Pietsch (Hrsg.): Israel und die Völker. Studien zur Literatur und Geschichte Israels in der Perserzeit (= Stuttgarter biblische Aufsatzbände. Altes Testament. Band 55). kbw, Bibelwerk, Stuttgart 2012, ISBN 3-460-06551-6.